# Климовское городское поселение
Климовское городско́е поселе́ние — муниципальное образование в Климовском районе Брянской области Российской Федерации.
Административный центр — посёлок Климово.

## История
С 2005 года в границах бывшего Климовского поселкового совета был образован городской округ, не входивший в состав Климовского района. Однако в результате последующего противостояния между местной и областной властью городской округ «посёлок Климово» был преобразован в городское поселение, включённое в состав района. Статус и границы городского поселения установлены Законом Брянской области от 28 декабря 2007 года № 178-З «О внесении изменений в Закон Брянской области „О наделении муниципальных образований статусом городского округа, муниципального района, городского поселения, сельского поселения и установлении границ муниципальных образований в Брянской области“».

## Население
| 2009    | 2010    | 2011    | 2012    | 2013    | 2014    | 2015    | 2016    | 2017    |
| ------- | ------- | ------- | ------- | ------- | ------- | ------- | ------- | ------- |
| 14 138  | ↘13 892 | ↘13 824 | ↘13 620 | ↘13 444 | ↗13 565 | ↘13 363 | ↘13 297 | ↘13 190 |
| 2018    | 2019    | 2020    | 2021    |         |         |         |         |         |
| ↘13 061 | ↘12 848 | ↘12 743 | ↗13 554 |         |         |         |         |         |

## Состав городского поселения
| № | Населённый пункт | Тип населённого пункта          | Население |
| - | ---------------- | ------------------------------- | --------- |
| 1 | Климово          | посёлок, административный центр | ↗13 554   |